# Modra špilja, Biševo
Modra špilja (modra jama) je vodna jama na vzhodni obali otoka Biševo v Jadranskem morju. Nahaja se v majhnem zalivu Balun, približno 4,5 navtičnih milj južno od naselja Komiža na otoku Vis. Biševska Modra špilja je ena najbolj znanih naravnih znamenitosti na Jadranu, saj je njena notranjost v določenih delih dneva osvetljena z modro barvo.

## Jama
Jamo je prvi opisal in naslikal baron Eugen von Ransonet. V začetku je bila dostopna le preko naravnega vhoda, ki se nahaja okrog 10 metrov pod morsko gladino. Po baronovem predlogu je bil leta 1884 izkopan umetni vhod, ki je dovolj velik, da se v Modro špiljo pripeljejo manjša plovila. 
Naravni vhod se nahaja na južni strani jame, skozi njega pa prihaja sončna svetloba, ki se odbija od dna in sten jame v modrikastih odtenkih. Tik pod morsko gladino je vidna tudi kamnita vez, ki povezuje dve jamski steni (vidna je npr. na naslednji sliki:  Arhivirano 2009-05-30 na Wayback Machine.)
Idealni čas za obisk jame je odvisen od letnega časa, ponavadi pa je to med 11 uro dopoldan in poldnevom. V tem času dneva se sončna svetloba odbija od belega jamskega dna in obarva jamo v akvamarinski svetlobi, medtem ko so objekti v vodi videti srebrne barve. Modra špilja (italijansko: Grotta Azzurra) na italijanskem otoku Capri je tudi znana zaradi tega pojava.
Jama je nastala kot posledica valovanja morja. Morje je erodiralo apnenčevo skalnato obalo, kakršna sicer sestavlja celotni otok. Modra špilja je dolga 24 metrov, 10 do 12 metrov globoka in do 15 metrov visoka, medtem ko je umetni vhod vanjo visok 1,5 metra in širok 2,5 metra. Skozi ta vhod obišče jamo več kot 10.000 turistov letno, turistične ladje pa pogosto vključujejo tudi obisk podobne jame na otoku, imenovane Zelena jama (ki je po volumnu večja, zaradi podobnega pojava pa se obarva zelenkasto).